# Сварупа Дамодара
Свару́па Дамода́ра Госва́ми (IAST: Svarūpa Dāmodara Gosvāmī) — индуистский кришнаитский святой, один из самых близких спутников основоположника гаудия-вайшнавизма Чайтаньи (1486—1534).
При рождении, Сварупу Дамодару нарекли именем Пурушоттама Ачарья. О родителях его известно очень мало. Вскоре после его рождения отец оставил жену и ребёнка и отправился учиться в Митхилу и Варанаси. Детские годы Пурушоттама провёл в доме родителей матери в Навадвипе.
Описывается, что Чайтанья очень ценил Сварупу Дамодару за его чистосердечную натуру, добродетель, и преданность. Когда Чайтанья принял санньясу, Пурушоттама, испытывая огромное чувство разлуки с ним, немедля отправился в Варанаси, где принял обет отречения у санньяси по имени Чайтаньянанда, который дал ему наказ: «Изучай веданту и учи этому знанию других». Пурушоттама Ачарья так торопился увидеть Чайтанью, что ушёл, даже не дождавшись конца церемонии, успев лишь сбрить шикху и снять брахманический шнур. Он даже не успел надеть одежд санньяси и потому его до конца жизни называли Сварупа, его именем брахмачари. После принятия санньяса, выполняя волю своего духовного учителя, он отправился в Пури, где вновь встретился с Чайтаньей.
Описывается, что знания Сварупы Дамодара были практически безграничны, однако, из смирения, он старался не вступать в споры и предпочитал уединение. Поэтому лишь немногим была известна глубина его познаний. Говорится, что Сварупе Дамодаре были ведомы все оттенки настроений преданности Кришне. Он был вторым «я» Чайтаньи. Если кто-то хотел представить Чайтанье книгу, песню или поэму собственного сочинения, автор должен был прежде получить одобрение Сварупы Дамодара. Если произведение содержало понятия, противоречащие изложенным в писаниях идеалам бхакти, оно не могло принести Чайтанье духовного удовольствия и потому Сварупа Дамодара отклонял просьбу автора.
Когда Сварупа Дамодара прибыл в Пури из Варанаси, он восславил Чайтанью, продекламировав следующую шлоку:
О Шри Чайтанья, воплощение милости! Ты — Тот, Кто легко устраняет любую печаль, Твоя преданность — недосягаемый образец чистоты и бескорыстия, Твоё появление наполняет душу восторгом и упоением. Ты кладёшь конец любым философским спорам, потому что Твои знания писаний поистине бездонны. Ты заставляешь сердце трепетать от божественной любви, проливая на него поток милости и сострадания. Прошу Тебя, освети мою душу лучами Твоего благодатного милосердия!
Чайтанья практически никогда не отпускал от себя Сварупу Дамодара. Говорится, что когда Чайтанья погружался в волны экстатической любви, только Сварупа Дамодара своим киртаном мог удовлетворить самые сокровенные чаяния его сердца.
В это время из Видьянагара в Южной Индии прибыл Рамананда Рай. Вместе со Сварупой Дамодарой, воспеванием бхаджанов и чтением стихотворений, они усиливали экстатическое состояние Чайтаньи. Последователи гаудия-вайшнавизма считают, что Сварупа Дамодара и Рамананда Рай соответственно являются Лалитой и Вишакхой — двумя самыми близкими гопи Радхи и Кришны в их вечных лилах в духовном мире.